# Sprach- und Kulturmittler
Der Sprach- und Kulturmittler unterstützt die sprachliche und kulturelle Kommunikation zwischen Menschen mit verschiedenem sprachlichen und kulturellen Hintergrund, meist im engeren Sinne zwischen Mitgliedern einer Minderheit, vor allem Migranten, und Vertretern der im jeweiligen Land vorherrschenden Mehrheitskultur. Sprach- und Kulturmittler kommen überwiegend im gemeinnützigen Bereich zum Einsatz.

## Aufgabenbeschreibung
Die Aufgaben von Sprach- und Kulturmittlern sind normalerweise nicht eindeutig festgeschrieben. Einzelne Projekte definieren ihren Aufgabenbereich eigenständig. Am häufigsten treten Sprach- und Kulturmittler als Begleiter bei Behördenterminen oder in medizinischen oder sozialen Einrichtungen in Erscheinung.
Diese Tätigkeit wird im deutschsprachigen Raum mit verschiedenen, synonym oder überlappend verwendeten Begriffen bezeichnet: in Deutschland sind es Gemeindedolmetscher, Sprach- und Kulturmittler, Kulturdolmetscher oder – sofern sie nach der bundesweit standardisierten Modell SprInt qualifiziert sind – Sprach- und Integrationsmittler; in Österreich sind es Kommunaldolmetscher und in der Schweiz interkultureller Übersetzer. (Englischsprachig finden sich die Begriffe linguistic and cultural mediator, community interpreter, public service interpreter, liaison interpreter.)
Der Sprach- und Kulturmittler ist besonders in den soziokulturellen Unterschieden zwischen den betreffenden Kulturkreisen und der interkulturellen Kommunikation geschult, und die Tätigkeit beinhaltet Elemente der Mediation und des Konfliktmanagements. Dabei spielt bei Sprach- und Kulturmittlern die zusätzliche Vermittlerfunktion bei Missverständnissen sowie bei der Erklärung kultureller Hintergründe eine wesentliche Rolle. Somit helfen sie nicht nur Migranten, sondern ausdrücklich auch den Mitarbeitern von Institutionen, indem sie Missverständnisse verringern und damit Zeit sparen und die Gefahr teurer Über-/Unter-/Fehlversorgung mindern.
Auch wenn Abgrenzungen zu anderen Tätigkeiten nicht immer eindeutig sind und mitunter debattiert werden, nehmen Sprach- und Kulturmittler eine andere Rolle ein als „Sprachmittler“ (als Oberbegriff für Übersetzer und Dolmetscher) als „interkulturelle Mediatoren“ (als Konfliktmediator) und als Integrationslotsen.

## Umsetzung in Deutschland
Verschiedene Anbieter und öffentlich geförderte Projekte bilden an der Tätigkeit interessierte Menschen zu Sprach- und Kulturmittlern aus. Oftmals handelt es sich dabei um zwei- oder mehrsprachige Personen mit eigener Zuwanderungsgeschichte. Die ersten Projekte, SpraKuM und TransKom, die von der EU von 2002 bis 2007 im Rahmen von EQUAL gefördert wurden, schlossen ausdrücklich auch Flüchtlinge und Asylbewerber (auch mit Duldung) ein.
Durch die Tätigkeit als Sprach- und Kulturmittler soll die Lebenssituation dieser Menschen verbessert werden und ihre bisher weitgehend ungenutzten sprachlichen und soziokulturellen Fähigkeiten zum Tragen kommen. Zugleich wird die Beschäftigungsfähigkeit dieser Personen sowohl im Einwanderungs- als auch im Herkunftsland und somit unabhängig von dem Ausgang eines Asylanerkennungsverfahrens gesteigert. Zudem verbessert sich durch die Anwesenheit von Sprach- und Kulturmittlern die Wirksamkeit der Gesundheits- und Sozialversorgung für Personen anderer Kulturkreise.

## Berufsbild Sprach- und Integrationsmittler
Im Jahr 2009 gründeten mehrere Träger von Sprach- und Kulturmittlerdiensten gemeinsam eine Bundesarbeitsgruppe „Berufsbildentwicklung Sprach- und Integrationsmittler“ (BAG). Diese legt ein einheitliches Curriculum von einer Dauer von 18 Monaten für Sprach- und Integrationsmittler fest, regelt Einsatzmodalitäten und koordiniert den bundesweiten Prozess zur Entwicklung eines Berufsbildes. Unterstützt wird der Prozess durch das Bundesministerium für Arbeit und Soziales sowie die Zentralstelle für die Weiterbildung im Handwerk (ZWH). „Das Ziel der Bundesarbeitsgruppe ist der Erlass einer Fortbildungsverordnung nach §53 BBiG.“ Dieses Berufsbild ist ausdrücklich auf die professionelle Sprachmittlung im Gesundheits- und Sozialwesen ausgerichtet.